# 마르쿠스 코케이우스 네르바 (기원전 36년 집정관)
마르쿠스 코케이우스 네르바(Marcus Cocceius Nerva)는 루키우스 겔리우스 포플리콜라와 같이 기원전 36년의 로마 공화정 시기 집정관이다. 그의 가문은 움브리아를 기원으로 하고 마르쿠스 안토니우스의 지지자들이었으며, 그에게 다수의 장군들과 외교관들을 제공하였다.
네르바는 기원전 41년에 안토니누스 휘하 '프로쿠라토르 프로 프라이토레'였고, 페루시아 전쟁 기간에 루키우스 안토니우스와 같이 있었을 것으로 추측된다. 그는 옥타비아누스와 싸우길 거부하고 기원전 40년에 이 둘 사이에 화해를 갖온 안토니우스 군대 측 핵심 군장교들 중 한 명이었다. 기원전 38년경에 마르쿠스 안토니우스는 네르바를 아시아 속주의 프로콘술 총독으로 임명하였으며, 이 기간에 그는 라기나에서 보인 일부 군사 활동으로 임페라토르라 칭송받았다. 마르쿠스 안토니우스 휘하에서 일한 공로로, 네르바는 기원전 36년에 집정관으로 선출되었다. 기원전 31년에 그는 '퀸데킴비리 사크리스 파키운디스'로 선출되었으며, 기원전 29년 이후로는 파트리키 계층으로 상승하였다.
그는 서기 96년부터 98년까지 로마 제국을 통치한 황제 네르바의 증조부이기도 하다. 또한 마르쿠스 코케이우스 네르바라는 이름을 가진 그의 아들은 티베리우스 황제의 수행단 중 한 명이었다.

## 사료
- T. Robert S. Broughton, The Magistrates of the Roman Republic, Vol II (1952).
- Syme, Ronald, The Roman Revolution, Clarendon Press, Oxford, 1939.
- Anthon, Charles & Smith, William, A New Classical Dictionary of Greek and Roman Biography, Mythology and Geography (1860).

## 같이 보기
- 코케이우스 씨족